# 維日涅
47°25′3″N 29°29′51″E / 47.41750°N 29.49750°E
維日內（烏克蘭語：Вижине）是位於烏克蘭西南部的村莊，由敖德萨州波季利斯克区的奧克尼市鎮負責管轄。該村始建於1840年，面積0.43平方公里，海拔高度112米，2001年人口175，人口密度每平方公里406.98人。